# 菲利茨塞
菲利茨塞（德語：Vielitzsee）是德国勃兰登堡州的一个市镇，隶属于东普里格尼茨-鲁平县。总面积为22.19平方千米，截至2020年总人口为487人。